# Блуденц (округ)
Бецирк Блуденц — округ Австрійської федеральної землі Форарльберг.

## Адміністративний поділ
Округ поділено на 29 громад, з яких 1 міста, а ще 2 — ярмаркові містечка.
Міста
1. Блуденц (13 801)

Містечка
1. Ненцінг (5976)
2. Шрунс (3683)

Сільські громади
1. Бартоломеберг (2,281)
2. Блонс (324)
3. Блудеш (2220)
4. Бранд (666)
5. Бюрс (3113)
6. Бюрзерберг (528)
7. Далас (1512)
8. Фонтанелла (433)
9. Гашурн (1,515)
10. Іннербрац (933)
11. Клостерле (690)
12. Лех-ам-Арльберг (1,636)
13. Лорюнс (281)
14. Лудеш (3,375)
15. Нюцидерс (4,880)
16. Раггаль (822)
17. Санкт-Антон-ім-Монтафон (751)
18. Санкт-Галленкірх (2,190)
19. Санкт-Герольд (361)
20. Зільберталь (860)
21. Зоннтаг (679)
22. Шталлер (288)
23. Тюринген (2,158)
24. Тюрингерберг (683)
25. Чаггунс (2,169)
26. Фанданс (2,599)

## Демографія
Населення округу за роками за даними статистичного бюро Австрії

## Виноски
1. ↑  Statistik Austria. Архів оригіналу за 2 травня 2015. Процитовано 23 червня 2013.

| Австрія | Це незавершена стаття з географії Австрії. Ви можете допомогти проєкту, виправивши або дописавши її. |